# Пендълтън (окръг, Кентъки)
Окръг Пендълтън (на английски: Pendleton County) е окръг в щата Кентъки, Съединени американски щати. Площта му е 730 km², а населението - 14 390 души (2000). Административен център е град Фолмаут.